# Соколов, Вадим Вячеславович
Вадим Вячеславович Соколов (род. 30 августа 1967, Орёл) — российский политик, сенатор Российской Федерации (с 2023) . Член Комитета Совета Федерации по Регламенту и организации парламентской деятельности.

## Биография
Родился 30 августа 1967 года в Орле. Отец — Вячеслав Константинович Соколов (1941—2024). В 1991 году окончил Орловский государственный педагогический институт по специальности «преподаватель истории, обществоведения, основ советского государства и права». Позднее пединститут был реорганизован в Орловский государственный университет, и в 2010 году Соколов окончил его юридический факультет (в том же году защитил там же диссертацию на соискание учёной степени «кандидат исторических наук»). 
С 1997 года работал в городской администрации Орла, занимал должность заместителя мэра. В 2006 году в качестве самовыдвиженца избран в Орловский городской совет. В 2007—2010 годах занимал различные должности в администрации Орловской области, в 2011—2014 годах являлся председателем Орловской областной избирательной комиссии. В 2014 году назначен исполняющим обязанности заместителя губернатора Орловской области Вадима Потомского, руководителя аппарата губернатора и правительства, с октября 2014 года — заместитель губернатора, руководитель аппарата. В 2017 году сохранил должность при новом губернаторе Андрее Клычкове, в 2018 году стал первым заместителем губернатора и председателя правительства Орловской области.
16 сентября 2023 года наделён полномочиями члена Совета Федерации, представителя исполнительного органа государственной власти Орловской области.

## Награды
- Почётная грамота Президента Российской Федерации (6 июня 2024 года) — за активное участие в подготовке и проведении общественно значимых мероприятий[2].